# Ilmenau
Ilmenau est la plus grande ville du Ilm-Kreis de Thuringe (Allemagne). Elle possède une université : la Technische Universität Ilmenau comptant plus de 7 000 étudiants. La région est marquée par la forêt de Thuringe et ses montagnes. La montagne Kickelhahn se trouve cinq kilomètres en sud-ouest d'Ilmenau à une altitude de 861 mètres. Johann Wolfgang von Goethe a souvent visité Ilmenau entre 1788 et 1832.
La localité est surtout liée au nom de Goethe qui appréciait particulièrement son aspect harmonieux. Une plaque a été apposée sur la maison municipale, aménagée en musée Goethe, et une autre dans le pavillon de chasse de Gabelbach. Un chemin d'environ 20 km baptisé Sur les traces de Goethe relie les lieux.

## Histoire
| Appartenances historiques Comté d'Henneberg 1343–1583 Duché de Saxe-Weimar 1583–1809 Grand-duché de Saxe-Weimar-Eisenach 1809–1918 République de Weimar 1918–1933 Reich allemand 1933–1945 Allemagne occupée 1945–1949 République démocratique allemande 1949–1990 Allemagne 1990–présent |

## Les quartiers
- Ilmenau (la ville)
- Oberpörlitz (1 300 hab.)
- Unterpörlitz (1 600 hab.)
- Heyda (500 hab.)
- Roda (550 hab.)
- Manebach (1 500 hab.)

## Jumelages
- Wetzlar, Hesse (Allemagne)
- Hombourg (Allemagne)
- Târgu Mureș (Roumanie)
- Blue Ash (États-Unis)

Depuis les années 1960, la commune d'Ilmenau entretient également des relations avec Gap.

## Personnalités
- Hendrikus Colijn
- Andrea Henkel
- André Lange
- Andreas Libavius
- François Ignace de Wendel